# コロア (ハワイ州)
コロア（英: Koloa、ハワイ語: Kōloa) はアメリカ合衆国ハワイ州カウアイ郡の非法人地域であり国勢調査指定地域（CDP）である。人口は2010年の国勢調査で2144人であり、2000年の国勢調査の1942人から上昇している。ハワイ諸島で初めて成功したサトウキビ農園は1835年にここで始まった。1948年にグローヴ農場の一部になった。
「Kōloa」という名前は、しばしば間違って「native duck (土着の鴨)」と訳されるが、これはよく似た語である「koloa（マクロンは付かない）」の訳であり、Kōloaが何を意味するかは不明である。ある報告書によると、コロア地区はワイコモ川で見付かった「Pali-o-kō-loa」と呼ばれる険しい岩にちなんで名付けられたとのことである。

## 地理
コロアは北緯21度54分26秒 西経159度27分57秒 / 北緯21.90722度 西経159.46583度（21.907137, -159.465877）のカウアイ島南部に位置している。北西はオマオに南はポイプに接している。
アメリカ合衆国国勢調査局によると、CDPの総面積は1.2平方マイル (3.2 km2)で、その全てが陸地である。ワイコモ川が村落の中心部分を流れている。

## 人口統計
2000年の国勢調査の時点ではCDPに1942人、693世帯、507家族が住んでいた。人種構成は、白人20.2%、アフリカ系アメリカ人0.4%、先住アメリカ人0.3％、アジア系43.8％、太平洋諸島系7.8％、その他人種1.2％、2つまたはそれ以上の人種26.4％で、ヒスパニックやラティーノは、人口の11.4％であった。
693世帯のうちの34.8％は同居する18歳未満の子供がいた。47.2％は既婚夫婦、18.9％は夫のいない女性世帯主の世帯であり、26.8％は非家族である。また、全世帯のうち22.5％は単身世帯であり、8.7％は65歳以上の独居老人世帯であった。平均的な世帯規模は2.80人であり、平均的な家族規模は3.25人であった。
CDPでは人口は18歳未満が26.0％であり、9.9％が18歳から24歳、26.7％が25歳から44歳、21.6％が45歳から64歳、15.8％が65歳以上であった。中間の年齢は、36歳であった。女性100人当たり男性は101.0人であった。18歳以上の女性100人当たり男性は96.3人であった。
CDP内の世帯の中間収入は、34786ドルであり、家族としての中間収入は、43393ドルであった。男性の中間収入が31125ドルなのに対して女性は25938ドルであった。CDPとしての一人当たりの収入は、16224ドルであった。18歳未満の26.5％と65歳以上の6.0％を含め家族の約16.7％と人口の17.8％は、貧困線を割っていた。

## 歴史
コロアの製糖工場跡は1835年のハワイ最初の主要なサトウキビ農園であった。ダニエル・ドール宣教師とその家族は、1855年に時にコロア学院と呼ばれる英語を話せる子供向けの寄宿学校を開校した。

## 観光名所
- 製糖工場跡：アメリカ合衆国国定歴史建造物。1835年に設立され、コロアのサトウキビ農園と工場は、ハワイ諸島で初めて成功した大規模製糖産業であった。[10]
- ポイプベイゴルフコース：1994年から2006年までPGAグランドスラム・オブ・ゴルフの主催地[11][12]
- 聖ラファエルカトリック教会（英語版）：カウアイ島最古のカトリック教会
- スパウティングホーン
- ホアイヘイアウ
- カネイオロウマヘイアウ
- マカウワヒ洞窟

## 著名な先住民
- レイモンド・カーネイ（英語版）：スラックキーギター奏者
- ジョナ・クヒオ・カラニアナオレ・ピイコイ王子：コロアのクアルのホアイで生まれ、クヒオはハワイ王家の後継者であり、ハワイ王国の内務大臣を務め、後に1903年にアメリカ合衆国共和党議員になった[13]。

## 参照
1. ↑  “Geographic Identifiers: 2010 Demographic Profile Data (G001): Koloa CDP, Hawaii”. American Factfinder.   U.S. Census Bureau. 2019年2月4日閲覧。
2. ↑  Mary Kawena Pukui and Elbert (2003年). “lookup of koloa”. on Hawaiian dictionary.   Ulukau, the Hawaiian Electronic Library, University of Hawaii. 2010年8月25日閲覧。
3. ↑  Mary Kawena Pukui and Elbert (2004年). “lookup of Kōloa”. on Place Names of Hawai'i.   Ulukau, the Hawaiian Electronic Library, University of Hawaii. 2012年9月8日時点のオリジナルよりアーカイブ。2010年9月7日閲覧。
4. ↑  “US Gazetteer files: 2010, 2000, and 1990”.  United States Census Bureau (2011年2月12日). 2011年4月23日閲覧。
5. ↑  “American FactFinder”.  United States Census Bureau. 2013年9月11日時点のオリジナルよりアーカイブ。2008年1月31日閲覧。
6. ↑  “Congressional Record”. 2017年8月3日閲覧。
7. ↑  Benjamin Levy (1978年8月). “Old Sugar Mill of Koloa nomination form”. National Register of Historic Places.   U.S. National Park Service. 2010年9月7日閲覧。
8. ↑  Paul T. Burlin (2008). “Elias Bond and Daniel Dole”. Imperial Maine and Hawai'i: Interpretative Essays in the History of Nineteenth Century American Expansion. Rowman & Littlefield. pp. 80–86. ISBN 978-0-7391-2718-6
9. ↑  “Inventory of the George H. Dole Papers, 1846-1902”. Online Archive of California.   Huntington Library (1998年). 2010年9月7日閲覧。
10. ↑  Old Sugar Mill of Koloa National Historic Landmark
11. ↑  Poipu Bay Golf Course Homepage
12. ↑  PGA Grand Slam of Golf Past Results Archived 2012-10-23 at the Wayback Machine.
13. ↑  http://dhhl.hawaii.gov/wp-content/uploads/2011/05/Congressional_Record_010723.pdf